# Subheronallenia
Subheronallenia es un género de foraminífero bentónico considerado un sinónimo posterior de Heronallenia de la familia Heronalleniidae, de la superfamilia Glabratelloidea, del suborden Rotaliina y del orden Rotaliida. Su especie tipo era Subheronallenia crosbyi. Su rango cronoestratigráfico abarcaba el Holoceno.

## Clasificación
Subheronallenia incluía a las siguientes especies:
- Subheronallenia crosbyi
- Subheronallenia elaborata
- Subheronallenia gordabankensis